# Miconia multiplinervia
Miconia multiplinervia là một loài thực vật có hoa trong họ Mua. Loài này được Cogn. mô tả khoa học đầu tiên năm 1886.